# غتشي قلعة سي
غتشي قلعة سي هي قرية في مقاطعة شاهين دج، إيران. يقدر عدد سكانها بـ 173 نسمة بحسب إحصاء 2016.